# Roman Dobrochotov

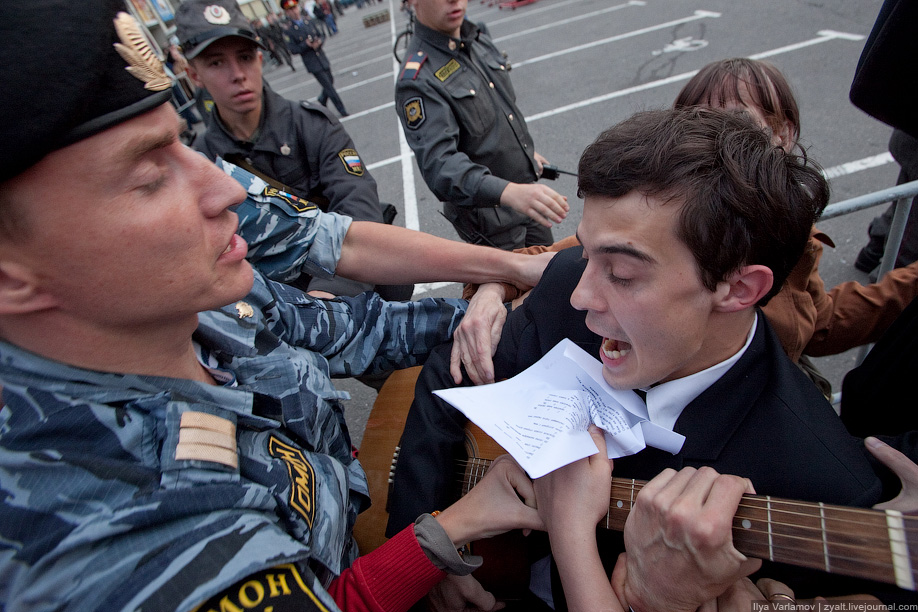
Roman Dobrochotov, demonstrace na obranu svobody shromažďování, 2009

Roman Alexandrovič Dobrochotov (rusky Роман Александрович Доброхотов; * 6. srpna 1983 Moskva, Sovětský svaz) je ruský veřejný činitel, aktivista, novinář a učitel politických věd s oficiálním označením „zahraniční agent“. Je jedním ze zakladatelů a vůdců Strany 5. prosince, hnutí My, členem federální rady hnutí Solidarita a šéfredaktorem investigativních novin The Insider.

## Životopis
Jeho otcem je Alexander Lvovič Dobrochotov, vedoucí katedry ITMK filozofické fakulty Moskevské státní univerzity, profesor filozofie na Vysoké škole ekonomické. Roman Dobrochotov absolvoval Lyceum č. 1525 „Vorobjovy Gory“ a v letech 2000–2006 vystudoval Fakultu politologie na Státním institutu mezinárodních vztahů v Moskvě. Postgraduálně studoval na vysoké škole ekonomické, kde si zvolil jako téma kandidátské práce „Problémy důvěry ve světové politice“ (rusky Проблемы доверия в мировой политике).
Vyznává liberálně-demokratické názory. V roce 2005 se zúčastnil mládežnického hnutí „ Chůze bez Putina “ a stal se vedoucím moskevské pobočky. Od roku 2005 je organizátorem a vůdcem demokratického hnutí „My“, členem federální politické rady hnutí „Solidarita“ od založení hnutí v roce 2008, členem politické rady moskevské pobočky „ Solidarita “od roku 2009. V letech 2007–2008 se několikrát zúčastnil „ Pochodu disentu “. Roku 2010 podepsal výzvu ruské opozice „Putin musí odejít“. 20. února 2011 Roman Dobrochotov a demokratické hnutí „My“ vyvěsili z Velkého moskvoreckého mostu naproti Kremlu transparent se slovy „Je čas na změnu!“ a obrazy Putina za mřížemi a Chodorkovského. Dne 26. května 2011 v reakci na „Výzvu vedení země s žádostí o změnu kulturní politiky Ruska“ uspořádal na svém blogu sbírku podpisů pod „Otevřeným dopisem“ kulturním osobnostem“.
V létě 2012 byl jedním ze zakladatelů „Strany 5. prosince“ a byl zvolen do koordinační rady ruské opozice. Byl opakovaně zatčen ruskou policií (2010 shromáždění na podporu článku 31 ústavy, 2011 shromáždění „Za spravedlivé volby“, v den Putinových narozenin 7. října 2012 na shromáždění „Uvidíme dědečka v důchodu“ u památníku hrdinům Plevna. Během shromáždění „ Svoboda vězňům 6. května “ 6. května 2013 na Bolotném náměstí bojoval s pravoslavnými aktivisty. V září 2020 podepsal dopis na podporu protestních akcí v Bělorusku.
Od května 2006 do března 2009 přispíval články o ekonomice, mezinárodní politice a kultuře do novin „ Novye Izvestia “ a pracoval jako zástupce šéfredaktora ekonomického oddělení. Jako reportér z Gruzie působil během rusko-gruzínského vojenského konfliktu. V letech 2006 až 2008 pracoval jako nezávislý zaměstnanec rozhlasové stanice „ Moscow talking “ v týdenním programu „Face-to-face confrontation“. Z rádia byl propuštěn poté co jako divák narušil projev ruského prezidenta Dmitrije Medveděva v Kremlu u příležitosti 15. výročí přijetí Ústavy Ruské federace.
Od roku 2009 spolupracoval s Radio Liberty. Krátce byl zaměstnán na Státní akademické univerzitě humanitních věd (2014-2015). Od roku 2013 je zakladatelem a šéfredaktorem online vydání nezávislých investigativních novin The Insider. Roman Dobrochotov se podílel na mnoha důležitých pátráních, která se týkala ruských trolů a hackerů, ruské invaze na Ukrajině, aktivit rozvědky GRU v Evropě, korupce v ruské vládě ad. Roku 2019 obdržel European Press Prize Investigative Reporting Award za podíl na odhalení agentů, kteří se pokusili zavraždit Sergeje Skripala.